# Slobodan Dubajić
Slobodan Dubajić (* 19. února 1966) je bývalý jugoslávský a srbský fotbalista.

## Reprezentační kariéra
Slobodan Dubajić odehrál za jugoslávský národní tým v roce 1994 celkem 1 reprezentační utkání.

## Statistiky
| SR Jugoslávie | SR Jugoslávie | SR Jugoslávie |
| Roky          | Zápasů        | Gólů          |
| ------------- | ------------- | ------------- |
| 1994          | 1             | 0             |
| Celkem        | 1             | 0             |